# 摩拉維亞的約布斯特
摩拉維亞的約布斯特（德語：Jobst von Mähren，1354年—1411年1月18日），盧森堡王朝成員、布蘭登堡選帝侯，曾短暫擔任羅馬人的國王（1410年至1411年）。

## 生平
約布斯特的父親是摩拉維亞藩侯約翰·海因里希，神聖羅馬皇帝查理四世的弟弟。1388年，約布斯特獲得盧森堡公國，同年成為布蘭登堡選帝侯。
1410年，德意志國王（即羅馬人的國王）魯普雷希特去世，在同年10月的選舉中約布斯特獲得七位選帝侯裡的四張票，當選新任國王。然而，約布斯特在隔年1月即去世，他的堂弟西吉斯蒙德成為下一任國王。